# Massimiliano Gentili
Massimiliano Gentili (Foligno, 16 settembre 1971) è un ex ciclista su strada italiano.

## Carriera
Dopo essere diventato professionista nel 1996 con la squadra italiana Cantina Tollo, Massimiliano Gentili in carriera è riuscito a ottenere tre successi. Nel 2000 ha inoltre chiuso al nono posto finale la Vuelta a España.

## Palmarès
- 1994 (Dilettanti)

Trofeo Rigoberto Lamonica
- 1995 (Dilettanti)

Gran Premio Inda
Giro del Casentino
- 1996

5ª tappa Vuelta a Asturias
- 2004

4ª tappa Giro di Baviera
- 2005

5ª tappa Euskal Bizikleta (Abadiño > Arrate (Eibar)

## Piazzamenti

### Grandi Giri
- Giro d'Italia

1997: 23º
2001: 22º
- Vuelta a España

2000: 9º